# Warrant Live 86–97
Warrant Live 86–97 — первый концертный альбом американской хард-рок-группы Warrant, выпущенный 29 июля 1997 года. Диск был записан на концерте, состоявшемся 22 ноября 1996 года в Harpos Concert Theatre, Детройт, Мичиган. На него вошли песни со всех предыдущих альбомов группы, включая самые известные хиты: балладу «Heaven» и рок-гимн «Cherry Pie».
В 2005 году альбом был переиздан под названием Warrant: Live Extended Versions. Переиздание содержало лишь 10 из 15 песен.

## Список композиций
1. «D.R.F.S.R.» – 0:27
2. «Down Boys» – 2:16
3. «Uncle Tom's Cabin» – 3:51
4. «A.Y.M.» – 5:08
5. «Family Picnic» – 3:10
6. «Machine Gun» – 6:01
7. «Heaven» – 4:11
8. «Sometimes She Cries» – 2:37
9. «I Saw Red» – 2:19
10. «Hole in My Wall» – 4:39
11. «Feels Good» – 3:46
12. «Indian Giver» – 5:00
13. «32 Pennies» – 6:00
14. «Vertigo» – 5:23
15. «Cherry Pie» – 4:00

## Участники записи
- Джени Лэйн — вокал
- Эрик Тёрнер — ритм-гитара
- Джерри Диксон — бас-гитара
- Рик Стейер — лид-гитара
- Бобби Борг — ударные
- Дэнни Вагнер — клавишные